# Crataegus sphaenophylla
Crataegus sphaenophylla är en rosväxtart som beskrevs av Antonina Ivanovna Pojarkova. Crataegus sphaenophylla ingår i Hagtornssläktet som ingår i familjen rosväxter. Inga underarter finns listade i Catalogue of Life.